# The Princess Comes Across
The Princess Comes Across é um filme estadunidense de 1936, do gênero comédia, dirigido por William K. Howard. 

## Elenco
- Carole Lombard ...  Wanda Nash aka Princess Olga
- Fred MacMurray ...  King Mantell
- Douglass Dumbrille ...  Inspetor Lorel
- Alison Skipworth ...  Lady Gertrude Allwyn
- George Barbier ...  Capitão Nicholls

## Sinopse
Um casal se apaixona enquanto soluciona um mistério em um transatlântico. 